# Youssef Msakni
Pour les articles homonymes, voir Msakni.
Youssef Msakni (arabe : يوسف المساكني), né le 28 octobre 1990 à Tunis, est un footballeur international tunisien qui évolue au poste d'ailier gauche à Al-Arabi SC. Il se fait connaître à l'occasion de la coupe du monde des moins de 17 ans 2007.
Il est le frère du footballeur Iheb Msakni.

## Biographie

### Espérance de Tunis
Formé au Stade tunisien, il a évolué à compter de juillet 2008 dans le club de l'Espérance sportive de Tunis.
Il dispute son premier match avec les Sangs et Or le 27 septembre 2008, à l'occasion de la quatrième journée du championnat de Tunisie, contre son club formateur le Stade tunisien. Trois semaines plus tard, le 18 août, Msakni marque son premier but et son premier doublé en championnat lors de son deuxième match, contre l'EGS Gafsa (victoire 6-0).
Le 12 novembre 2011, il remporte la Ligue des champions de la CAF, terminant deuxième meilleur buteur de la compétition avec cinq buts, juste derrière Edward Sadomba, l'attaquant d'Al Hilal, auteur de sept buts.
Le 30 septembre 2012, il remporte le championnat pour la quatrième fois, décrochant le titre de meilleur buteur du championnat de Tunisie avec 17 buts. D'après le classement du site Goal, Youssef Msakni est le 48e meilleur footballeur de la saison 2012, tous pays confondus, grâce notamment aux performances réalisées sous les couleurs de son club ou de la sélection nationale. Durant le mercato, il est courtisé par de nombreux clubs français, notamment le Paris Saint-Germain, le LOSC Lille, l'AS Monaco et le FC Lorient, mais son choix se porte finalement sur le Lekhwiya SC.
Le 17 novembre, il dispute son dernier match avec les Sangs et Or mais aussi sa deuxième finale de la Ligue des champions de la CAF contre Al Ahly ; Msakni et ses coéquipiers s'inclinent sur un score de 2-1.

### Lekhwiya
À compter du 1er janvier 2013, Msakni rejoint le club qatarien du Lekhwiya SC pour une période de quatre ans et demi ; le montant global du transfert est de 23 millions de dinars, soit un record pour un joueur évoluant en Afrique. Le 10 février, il ouvre son compteur en inscrivant un but de la tête à la 29e minute, et délivre une passe décisive, son équipe s'imposant 4-0 contre Al-Wakrah SC.
Le 26 février, Msakni se montre décisif en Ligue des champions de l'AFC grâce à un coup franc à la 33e minute, permettant à son équipe de s'imposer 2-1.
En mars 2013, Msakni est convoité par quatre clubs anglais : Newcastle United, Arsenal, Everton et Tottenham, cet intérêt croissant poussant les dirigeants du club qatarien à revoir la clause libératoire du joueur en augmentant son prix.
Le 4 mai, il remporte la Coupe Crown Prince de Qatar contre Al-Sadd Sports Club (3-2) et contribue activement au sacre en inscrivant le troisième but de son équipe.
Auteur d'un début de saison 2013-2014 compliqué, pendant lequel il inscrit malgré tout sept buts en douze matchs de championnat, les médias qatariens évoquent son départ dès le mercato d'hiver vers le Chakhtar Donetsk, champion ukrainien en titre et candidat à la Ligue Europa.
Le début de campagne asiatique démarre le 8 février 2014 pour Msakni et ses coéquipiers : ils s'opposent à cette occasion aux Bahreïniens d'Al Hidd Club dans le cadre du deuxième tour préliminaire de la Ligue des champions de l'AFC ; ils remportent le match sur le score de deux buts à un, avec notamment une passe décisive de l'attaquant tunisien. Une semaine plus tard, le Lekhwiya SC dispute le troisième tour préliminaire de cette même compétition contre un club koweïtien, le Koweït SC, où évoluent notamment deux de ses coéquipiers en sélection, Issam Jemâa et Chedi Hammemi. Msakni est le grand artisan de la victoire de son club en inscrivant un but et délivrant deux passes décisives pour une victoire sur un score de quatre buts à un. Cette victoire permet au club qatarien d'accéder aux stade des poules de la compétition.

### KAS Eupen
Le 9 janvier 2019, Msakni rejoint le club belge de la KAS Eupen. Les bonnes relations du club germanophone avec son club d'Al-Duhail expliquent la première aventure de Msakni sur le territoire européen.

## Équipe nationale
Le 14 décembre 2009, il reçoit sa première convocation en sélection nationale de la part du sélectionneur Faouzi Benzarti, pour un match amical contre la Gambie, en vue de la préparation à la CAN 2010, le 9 janvier 2010 au stade olympique d'El Menzah. Il fait son entrée sur le terrain à la 35e minute de jeu à la suite de la blessure d'Oussama Darragi.
Le 25 février 2011, il remporte le championnat d'Afrique des nations (CHAN) avec la Tunisie sur une victoire (3-0) contre l'Angola ; il est l'auteur d'un seul but durant cette compétition, face à l'Angola mais cette fois en phase de poules.
Le 7 octobre 2017, Msakni marque un triplé contre la Guinée lors des éliminatoires de la coupe du monde 2018. La Tunisie se qualifie pour la coupe du monde mais le joueur n'y participe pas, victime d'une rupture des ligaments croisés en mars 2018.

### CAN 2010
Msakni dispute son premier tournoi international lors de la coupe d'Afrique des nations 2010 à seulement 19 ans et se trouve une place de titulaire dans l'effectif de Benzarti. Lors du premier match, contre la Zambie, il délivre une passe décisive à Zouhaier Dhaouadi, lui offrant le but de l'égalisation. Il fait partie des titulaires lors du match contre le Gabon et se fait remplacer à la 67e minute de jeu par Chaouki Ben Saada. Cependant, il ne participe pas à l'élimination de son équipe face au Cameroun en déclarant forfait à la suite de quelques douleurs au genou gauche.

### CAN 2012
Lors du premier match du groupe C, contre le Maroc, il marque à la 75e minute de jeu en éliminant deux adversaires, les dribblant les uns après les autres avant de décocher une frappe croisée du droit, ce qui permet à la Tunisie de remporter ce match (2-1). Lors du second match contre le Niger, il ouvre le score à la quatrième minute de jeu en passant en revue trois adversaires avant d'entrer dans la surface et de marquer du pied droit ; la Tunisie s'impose sur un score de 2-1 et se qualifie pour le deuxième tour de la coupe d'Afrique des nations 2012. Le troisième match est difficile pour les Tunisiens qui s'inclinent contre le Gabon sur un score de 1-0. Les quarts de finale opposent la Tunisie au Ghana, tenu en échec sur un score nul jusqu'aux prolongations ; la Tunisie se fait éliminer de la compétition.

### CAN 2013
À la suite d'une qualification difficile à la coupe d'Afrique des nations 2013, Msakni fait partie du groupe parti en Afrique du Sud. Le 22 janvier, lors du premier match du groupe D, contre l'Algérie, il marque à la 90e minute de jeu en décochant une frappe enroulée de 25 mètres qui se loge dans la lucarne de Raïs M'Bolhi, ce qui permet aux Tunisiens de remporter le match 1-0 ; il est élu comme l'homme du match et l'auteur du plus beau but de la compétition. Une nouvelle fois titulaire lors du deuxième match, Msakni et ses coéquipiers s'inclinent sur un score de 3-0 contre la Côte d'Ivoire. Lors du dernier match de phase de poules, la Tunisie se fait tenir en échec par le Togo sur le score de 1-1 et termine troisième du groupe D.

### CAN 2015 et 2017
Deux ans plus tard, Youssef Msakni est à nouveau convoqué pour participer à la coupe d'Afrique des nations 2015. Il participe ensuite à la coupe d'Afrique des nations 2017. Les Tunisiens atteignent par deux fois les quarts de finales de la compétition.

### CAN 2019 et 2021
Il participe à la coupe d'Afrique des nations 2019, où la Tunisie s'incline en demi-finale face au Nigeria. Youssef Msakni figure également sur la liste des joueurs participant à la coupe d'Afrique des nations 2021.

### Coupe du monde 2022
Le 14 novembre 2022, il est sélectionné par Jalel Kadri pour participer à la coupe du monde 2022.

### CAN 2023
En décembre 2023, il est retenu dans la liste des 27 joueurs tunisiens sélectionnés par Kadri pour disputer la coupe d'Afrique des nations 2023.

## Statistiques
| Saison                | Club                  | Championnat           | Championnat | Championnat | Coupe(s) nationale(s) | Coupe(s) nationale(s) | Compétition(s) continentale(s) | Compétition(s) continentale(s) | Compétition(s) continentale(s) | Supercoupe continentale | Supercoupe continentale | Coupe du monde des clubs | Coupe du monde des clubs | Tunisie | Tunisie | Total | Total |
| Saison                | Club                  | Division              | M.          | B.          | M.                    | B.                    | Comp.                          | M.                             | B.                             | M.                      | B.                      | M.                       | B.                       | M.      | B.      | M.    | B.    |
| 2008-2009             | ES Tunis              | 1                     | 19          | 4           | 3                     | 2                     | LCA+UNAF                       | 8+4                            | 0+0                            | -                       | -                       | -                        | -                        | -       | -       | 34    | 6     |
| 2009-2010             | ES Tunis              | 1                     | 22          | 6           | 1                     | 0                     | C1                             | 13                             | 0                              | -                       | -                       | -                        | -                        | 4       | 0       | 40    | 6     |
| 2010-2011             | ES Tunis              | 1                     | 24          | 10          | 5                     | 1                     | C1                             | 11                             | 5                              | -                       | -                       | 2                        | 0                        | 2       | 0       | 44    | 16    |
| 2011-2012             | ES Tunis              | 1                     | 28          | 17          | -                     | -                     | C1                             | 10                             | 4                              | 1                       | 0                       | -                        | -                        | 8       | 3       | 47    | 24    |
| 2012-2013             | ES Tunis              | 1                     | 1           | 0           | -                     | -                     | -                              | -                              | -                              | -                       | -                       | -                        | -                        | 1       | 0       | 2     | 0     |
| Sous-total            | Sous-total            | Sous-total            | 94          | 37          | 9                     | 3                     | -                              | 46                             | 9                              | 1                       | 0                       | 2                        | 0                        | 15      | 3       | 167   | 52    |
| 2012-2013             | Lekhwiya SC           | 1                     | 7           | 4           | 2                     | 2                     | C1                             | 9                              | 4                              | -                       | -                       | -                        | -                        | 7       | 1       | 25    | 11    |
| 2013-2014             | Lekhwiya SC           | 1                     | 22          | 12          | 8                     | 1                     | C1                             | 4                              | 1                              | -                       | -                       | -                        | -                        | 2       | 0       | 36    | 14    |
| 2014-2015             | Lekhwiya SC           | 1                     | 17          | 7           | 2                     | 2                     | C1                             | 9                              | 5                              | -                       | -                       | -                        | -                        | 7       | 0       | 35    | 14    |
| 2015-2016             | Lekhwiya SC           | 1                     | 23          | 14          | 2                     | 0                     | C1                             | 6                              | 0                              | -                       | -                       | -                        | -                        | 4       | 1       | 35    | 15    |
| 2016-2017             | Lekhwiya SC           | 1                     | 12          | 7           | 4                     | 2                     | C1                             | 7                              | 3                              | -                       | -                       | -                        | -                        | 7       | 1       | 30    | 13    |
| 2017-2018             | Al-Duhail SC          | 1                     | 22          | 25          | -                     | -                     | C1                             | 4                              | 2                              | -                       | -                       | -                        | -                        | 4       | 3       | 30    | 30    |
| Sous-total            | Sous-total            | Sous-total            | 103         | 69          | 18                    | 7                     | -                              | 39                             | 15                             | -                       | -                       | -                        | -                        | 31      | 6       | 191   | 97    |
| 2018-2019             | KAS Eupen             | 1                     | 7           | 1           | 6                     | 2                     | -                              | -                              | -                              | -                       | -                       | -                        | -                        | 11      | 2       | 24    | 5     |
| Sous-total            | Sous-total            | Sous-total            | 7           | 1           | 6                     | 2                     | -                              | -                              | -                              | -                       | -                       | -                        | -                        | 11      | 2       | 24    | 5     |
| 2019-2020             | Al-Duhail SC          | 1                     | 13          | 4           | 2                     | 0                     | C1                             | 2                              | 1                              | 1                       | 0                       | -                        | -                        | 9       | 0       | 27    | 5     |
| 2020-2021             | Al-Duhail SC          | 1                     | 3           | 0           | 1                     | 0                     | -                              | -                              | -                              | -                       | -                       | -                        | -                        | 4       | 1       | 8     | 1     |
| Sous-total            | Sous-total            | Sous-total            | 16          | 4           | 3                     | 0                     | -                              | 2                              | 1                              | 1                       | 0                       | -                        | -                        | 13      | 1       | 35    | 6     |
| 2020-2021             | Al-Arabi SC (prêt)    | 1                     | 6           | 2           | 3                     | 2                     | -                              | -                              | -                              | -                       | -                       | -                        | -                        | 3       | 0       | 12    | 4     |
| 2021-2022             | Al-Arabi SC (prêt)    | 1                     | 14          | 8           | -                     | -                     | -                              | -                              | -                              | -                       | -                       | -                        | -                        | 17      | 5       | 31    | 13    |
| 2022-2023             | Al-Arabi SC (prêt)    | 1                     | 18          | 12          | 5                     | 4                     | -                              | -                              | -                              | -                       | -                       | -                        | -                        | 5       | 1       | 28    | 17    |
| 2023-2024             | Al-Arabi SC           | 1                     | 18          | 9           | 2                     | 2                     | C1                             | 1                              | 0                              | 1                       | 1                       | -                        | -                        | 11      | 5       | 33    | 17    |
| 2024-2025             | Al-Arabi SC           | 1                     | 11          | 8           | 2                     | 1                     | -                              | 5                              | 0                              | 0                       | 0                       | -                        | -                        | 2       | 0       | 20    | 9     |
| Sous-total            | Sous-total            | Sous-total            | 68          | 38          | 12                    | 9                     | -                              | 6                              | 0                              | 1                       | 1                       | -                        | -                        | 38      | 11      | 125   | 59    |
| Total sur la carrière | Total sur la carrière | Total sur la carrière | 287         | 148         | 48                    | 21                    | -                              | 93                             | 25                             | 3                       | 1                       | 2                        | 0                        | 104     | 23      | 537   | 218   |

## Buts internationaux
|    | Date       | Lieu                                                 | Adversaire           | Buts | Résultat | Compétition      |
| -- | ---------- | ---------------------------------------------------- | -------------------- | ---- | -------- | ---------------- |
| 1  | 23/01/2012 | Stade d'Angondjé, Libreville, Gabon                  | Maroc                | 1    | 1-2      | CAN 2012         |
| 2  | 27/01/2012 | Stade d'Angondjé, Libreville, Gabon                  | Niger                | 1    | 2-1      | CAN 2012         |
| 3  | 08/09/2012 | Brookfields National Stadium, Freetown, Sierra Leone | Sierra Leone         | 1    | 2-2      | Élim. CAN 2013   |
| 4  | 22/01/2013 | Stade Royal Bafokeng, Rustenburg, Afrique du Sud     | Algérie              | 1    | 1-0      | CAN 2013         |
| 5  | 25/03/2016 | Stade Mustapha-Ben-Jannet, Monastir, Tunisie         | Togo                 | 1    | 1-0      | Élim. CAN 2017   |
| 6  | 23/01/2017 | Stade d'Angondjé, Libreville, Gabon                  | Zimbabwe             | 1    | 2-4      | CAN 2017         |
| 7  | 07/10/2017 | Stade du 28-Septembre, Conakry, Guinée               | Guinée               | 3    | 1-4      | Qualif. CM 2018  |
| 8  | 24/06/2019 | Stade de Suez, Suez, Égypte                          | Angola               | 1    | 1-1      | CAN 2019         |
| 9  | 11/07/2019 | Stade Al Salam, Le Caire, Égypte                     | Madagascar           | 1    | 0-3      | CAN 2019         |
| 10 | 13/11/2020 | Stade olympique de Radès, Radès, Tunisie             | Tanzanie             | 1    | 1-0      | Élim. CAN 2021   |
| 11 | 30/11/2021 | Stade Ahmad-ben-Ali, Al Rayyan, Qatar                | Mauritanie           | 1    | 5-1      | Coupe arabe 2021 |
| 12 | 10/12/2021 | Stade Education City, Al Rayyan, Qatar               | Oman                 | 1    | 2-1      | Coupe arabe 2021 |
| 13 | 23/01/2022 | Stade Roumdé Adjia, Garoua, Cameroun                 | Nigeria              | 1    | 0-1      | CAN 2021         |
| 14 | 03/06/2022 | Stade olympique de Radès, Radès, Tunisie             | Guinée équatoriale   | 2    | 4-0      | Élim. CAN 2023   |
| 15 | 24/03/2023 | Stade olympique de Radès, Radès, Tunisie             | Libye                | 1    | 3-0      | Élim. CAN 2023   |
| 16 | 07/09/2023 | Stade olympique de Radès, Radès, Tunisie             | Botswana             | 2    | 3-0      | Élim. CAN 2023   |
| 17 | 17/11/2023 | Stade olympique de Radès, Radès, Tunisie             | Sao Tomé-et-Principe | 1    | 4-0      | Qualif. CM 2026  |
| 18 | 21/11/2023 | Bingu National Stadium, Lilongwe, Malawi             | Malawi               | 1    | 0-1      | Qualif. CM 2026  |
| 19 | 10/01/2024 | Stade olympique de Radès, Radès, Tunisie             | Cap-Vert             | 1    | 2-0      | Match amical     |

## Palmarès

### En club

#### Espérance sportive de Tunis
- Championnat de Tunisie (4) :
  - 2009, 2010, 2011, 2012
- Coupe de Tunisie (1) :
  - 2011
- Ligue des champions de la CAF (1) :
  - 2011
- Ligue des champions arabes (1) :
  - 2009
- Coupe nord-africaine des vainqueurs de coupe (1) :
  - 2008

#### Lekhwiya SC
- Championnat du Qatar (5)
  - 2014, 2015, 2017, 2018, 2020
- Coupe Crown Prince de Qatar (3) :
  - 2013, 2015, 2019
- Supercoupe du Qatar (2) :
  - 2015, 2016

#### Al-Arabi SC
- Coupe Crown Prince de Qatar (1) :
  - 2023

### En sélection
- Championnat d'Afrique des nations (1) :
  - 2011
- Coupe Kirin (1) :
  - 2022
- Coupe arabe des nations (0) : 
  - Finaliste en 2021

## Distinctions personnelles
- Meilleur buteur du championnat de Tunisie : 2011-2012 (17 buts)
- Désigné meilleur joueur tunisien de l'année 2012[21]
- Désigné meilleur joueur du championnat du Qatar 2022-2023[22]